# Power (singel Little Mix)
Power – piosenka brytyjskiej grupy Little Mix pochodząca z ich czwartego, studyjnego albumu, Glory Days, wydanego w 2016 roku. Oficjalny remix utworu został wydany 26 maja 2017 roku wraz z gościnnym udziałem rapera gatunku grime, Stormzy'ego, jako czwarty singiel z krążka. Odnosząc się do słów, piosenka opowiada o wzmocnieniu kobiecości, oraz o tym, że kobiety mogą być tak samo silne, jak i mężczyźni. Singiel został notowany najwyżej na miejscu szóstym na liście UK Singles Chart, jako jedenasty singiel grupy znajdujący się w Top 10 tejże listy. Remix znajduje się też na reedycji ich albumu, Glory Days: The Platinum Edition. "Power" w 2018 roku zostało piosenką przewodnią wydarzenia Royal Rumble, federacji WWE.
W Polsce singel uzyskał certyfikat złotej płyty.

## Teledysk
Klip video do "Power" został wydany 9 czerwca 2017 roku na oficjalny kanał VEVO grupy. Był on nagrany na początku kwietnia 2017 roku w Los Angeles, jeszcze podczas bycia aktem supportującym amerykańską piosenkarkę, Arianę Grande, podczas jej drugiej, światowej trasy koncertowej.
Pojawiają się w nim członkinie grupy w różnych miejscach, tak samo jak i wokal gościnny:
- Ava Max: Ubrana w strój typowej dziewczyny inspirowanej hipiską, tańcząc z innymi za wielkim vanem ze znakiem pokoju i miłości.
- Miley Cyrus: Tańczy z różnymi drag queens, mającymi cameo w klipie, tj. Courtney Act, Alaska Thunderfuck, czy Willam.
- Selena Gomez: Ukazuje się w jaskrawym i jasnym ubraniu, okazując swoją miłość do mody oraz trzymając psa na smyczy na jednej z ulic LA.
- Ariana Grande: Reprezentuje rebelię, stojąc za czarnymi skuterami.
- DJ Snake: Znajduje się u fryzjera, gdzie wewnętrzny wygląd ma kolory neonowe, jest strzyżony przez trzy fryzjerki.

Pod koniec klipu, cała grupa pojawia się ze swoimi matkami na tle transparentów dotyczących feminizmu.

## Historia wydania
| Region     | Data         | Format                             | Wytwórnia       | Przypis |
| ---------- | ------------ | ---------------------------------- | --------------- | ------- |
| Cały świat | 26 maja 2017 | Digital download • streamingowanie | Syco • Columbia | [ 5 ]   |